# Between the Sheets (canção)
"Between the Sheets" é um single da banda estadunidense de funk e soul The Isley Brothers em 1983 para o álbum de mesmo nome.

## Samples da canção
- The Questions por Audio Two (1988)
- Bonita Applebaum (Hootie Mix) por A Tribe Called Quest (1991)
- "Breaker 1/9"  por Common (1992)
- Cramping My Style por UGK (1992)
- Solo per Te por Articolo 31 (1993)
- "Another Day"  Mac Clan-Livin The Life (1993) (Editada por KILLA E)
- Lips por Dre Dog/Andre Nickatina (1993)
- Break of Dawn por Rob Base (1994)
- Big Poppa por The Notorious B.I.G. (1994)
- Funkdafied por Da Brat (1994)
- Old School por Aaliyah (1994)
- Pass The J por DJ Hard (1994)
- The Most Beautifullest Thing in This World por Keith Murray (1994)
- Super G por MVP & The Monsta Klick (1995)
- Nika por Lil' Vicious (1995)
- Fed Up Wit The Bullshit por Big L (1995)
- Superman por Skee-Lo (1996)
- Za Sve Oko Mene por Tram 11 (1999)
- One of Those Days por Whitney Houston (2002)
- Home of the Realest por Mullyman and Memphis Bleek (2004)
- Luxurious por Gwen Stefani (2004)
- Sheets por Shy FX & T Power (2005) - drum and bass
- Summer Wit Miami por Jim Jones (2005)
- Comin' On Strong por Tupac Shakur (2006)
- On the Hotline por Pretty Ricky (2006)
- Cali Niggaz (Young Niggaz) por The Game (2007)
- In Between These Sheets por StarRJ The Feenom  (2007)
- Ignorant Shit por Jay-Z (2007)
- Ignorant Shit Freestyle por Lupe Fiasco (2007)
- Never Can Say Goodpore por The Game (2008)
- Babo Regresa por Cartel de Santa (2008)
- Ignorant Shit por Drake e Lil Wayne (2009)
- A Night Off por Drake e Lloyd (2009)
- Westside por Kollegah (2009)
- Who You Foolin por Pop Rox and J Carr
- Coming on Strong por Plies e Ron Isley